# Кінозірка в погонах
Кінозірка в погонах (англ. Major Movie Star) — американський комедійний фільм 2008 року.

## Сюжет
Меган Валентайн — кінозірка із зовнішністю Барбі, знімається в комедійних фільмах з невигадливим сюжетом. Вона купається в розкоші і в житті її хвилюють лише власні примхи. В один момент вона втрачає все: коханого, гроші та ілюзії. Намагаючись розібратися в собі наївна Меган вербується на армійську службу. Договір з армією підписаний і відступати вже нікуди.

## У ролях
- Джессіка Сімпсон — Меган Валентина
- Вівіка А. Фокс — сержант Луїза Морлі
- Стів Гуттенберг — Сідні Грін
- Еймі Гарсія — рядовий Вікі Кастільо
- Олеся Рулін — рядовий Петрович
- Кейко Аджена — рядовий Хейлі Hamamori
- Джилл Марі Джонс — рядовий Конні Джонсон
- Райан Сіпек — сержант Міллс Еванс
- Чері Отері — рядовий Джетер
- Гері Граббс — капітан Грір
- Брайс Джонсон — Дерек О'Грейді
- Флоріана Тулліо — Камілла
- Кеті Чонакас — Ембер
- Енді Мілонакіс — Джо Кідд
- Дженніфер Фінлі — Долорес